# 刘峻山
刘峻山（1899年—1985年4月18日），曾用名刘九峰、刘竣山、刘孤帆、章明德、王金山、君实。江西吉安人，中国近代政治人物。

## 生平

### 第一次国共合作与内战
早年在家乡读小学和中学。1916年至1921年，在江西省立第一师范学校读书。1921年至1922年，供职于吉安县立高等小学，担任教员。五四运动中，参与领导吉安的学生运动。1923年秋，进入上海大学文学系读书，后转到社会学系。1924年，加入中国共产党，五卅运动前担任共青团上海地委学运部部长。五卅运动后，担任上海学生联合会宣传部副部长、宣传部部长，参加编辑《上海学生》。1925年，加入中国国民党。1925年8月至1926年4月，任中国共产主义青年团上海地方执行委员会委员、组织部主任、上海学生联合会党团书记（至1926年3月）。1926年1月，赴广州出席中国国民党第二次全国代表大会，之后返回上海，担任中华全国学生总会常务委员，兼宣传部部长。
1926年2月，被中共团中央派到南昌巡视检查工作，主持改选共青团南昌地委书记。同年夏，任共青团广东区委常务委员兼组织部部长，7月，广东国民革命军誓师北伐，中共中央执委扩大会议后，派大批共产党员赴江西加强领导。他被中共中央任命为特派员，至江西整顿党、团组织。1926年8月至1927年1月，任中共江西地方执行委员会书记。1927年1月至5月，任中共江西区执行委员会书记、南昌地方执行委员会书记。4月到武汉，参加中国共产党第五次全国代表大会，会上当选为中共第五届中央委员会监察委员会委员。
第一次国共合作破裂后，刘峻山参加南昌起义的地方宣传组织工作，任革命委员会下属粮秣委员会成员。10月起义军南下失败后，他经香港返回上海。11月任中国革命济难总会秘书长。1928年夏赴杭州。同年11月至12月，任中共浙江省委常务委员、秘书长兼宣传委员会书记，主编《湘波二号刊》。1928年12月至1929年1月，任中共浙江省委候补常务委员、委员。1929年4月，调上海任中共江苏省委法南区委委员、宣传部部长。10月至12月，任中共吴淞区委书记。11月，出席中共江苏省第三次代表大会。1930年10月起，任江西省苏维埃政府执行委员。后调任上海工会联合会秘书，中华全国总工会秘书。1931年，追随罗章龙通过的《力争紧急会议反对四中全会报告大纲》，并于次年脱离中国共产党组织，改为供职于国民党地方政府。

### 抗日战争及二次国共内战
1935年，刘峻山参加上海文化界救国会。1938年至1940年，他供职于吉安《前方日报》，曾任江西青年服务团干事、江西省民政厅视察员，后担任中国国民党江西省党部民众运动设计专员、江西地方行政干部训练团训导处处长。1946年，他离开中国国民党。1947年，在南昌参加中国民主同盟。1948年被国民党逮捕，后被营救出狱。1949年，任民盟江西省支部临时工作委员会委员。

### 中华人民共和国成立后
1950年，任江西省中苏友好协会出版部副部长、抗美援朝江西分会副秘书长。1950年，出席江西省首届各界人民代表会议，当选为省各界人民代表会议协商委员会委员、常委兼副秘书长。1950年，起相继当选为民盟江西省支部第一、第二届委员、宣传委员会主任。1954年，当选为江西省第一届人民代表大会代表。1955年，当选为江西省人民政府体育运动委员会副主任。1956年，当选为民盟江西省第三届委员会副主任委员。后当选为民盟第四、第五届省委会委员，民盟第六届省委会副主任兼宣传部部长。
1959年起，连任江西省政协第二、第三届常务委员。1978年后，任政协第四、第五届省委会常委，曾任江西省政协副秘书长。此外他兼任江西省革命斗争史征集整理委员会委员。
1985年4月18日，在江西南昌因病逝世。